# Iglesia de San Juan de los Panetes (Zaragoza)
La Iglesia de San Juan de los Panetes es un templo de culto católico de estilo barroco ubicado en Zaragoza, Aragón, España. Está situada junto a la Plaza del Pilar —o Plaza de las Catedrales— y a la Fuente de la Hispanidad. También se encuentra muy próxima al Torreón de la Zuda. Está catalogada como Bien de Interés Cultural y monumento nacional.
Su construcción se terminó en 1725, coincidiendo con la eclosión del barroco en la ciudad y el ánimo de mejorar las ya para entonces decadentes muestras de otros estilos —gótico y mudéjar—, lo que llevó a renovar las catedrales de la Seo y el Pilar. El principal motivo de la renovación fue sustituir la destruida iglesia de la Orden de San Juan de Jerusalén.
En 2013 se inicia un proceso de reforma en el entorno del templo y de la zona de las Murallas Romanas, impulsada por Tranvía de Zaragoza y coincidiendo con la construcción de la Línea 1 de dicho medio de transporte. La consultora IDOM/ACTX realiza el proyecto inicial, sobre una propuesta de la SEM Los Tranvías de Zaragoza y en su concepción se cuenta con un proceso de participación ciudadana a través de 2.700 aportaciones.
En la iglesia de San Juan de los Panetes, tras la autorización del Departamento de Patrimonio, se renueva la escalinata, ampliando sus dimensiones de lado a lado de la iglesia, con piedra de La Puebla de Albortón, reafirmando un amplio graderío orientado al norte, en una obra ejecutada por Ideconsa. Tiene una forma de abanico más abierto ligeramente del lado oeste, hacia las Murallas. Junto con la reforma de la iluminación, la iglesia y toda su zona ha disfrutado de una gran mejora y presencia urbana.
El espacio renovado, contiene un recuerdo por las víctimas del atentado de la banda terrorista ETA en este lugar, con la siguiente inscripción:

En este lugar atentó el terrorismo contra personas civiles y militares de la Academia General Militar -30 de enero de 1987- Zaragoza guarda aquí conmovida memoria permanente de las víctimas.

## Historia
La Orden de San Juan de Jerusalén se asentó en Zaragoza hacia los siglos XII y XIII. Para marcar su presencia, mandaron construir una iglesia en el solar donde siglos más tarde se ubicaría la Iglesia de San Juan de los Panetes, nombrada así a San Juan de Jerusalén, patrono de la orden. Sin embargo, a principios del siglo XVI la iglesia sufrió un incendio que destruyó la mayoría del archivo eclesiástico y terminó con la mayor parte del tesoro de la iglesia, conservándose sólo el calvario del siglo XVI.
La edificación de San Juan de los Panetes comenzó hacia mediados del siglo XVI. El principal promotor de la construcción fue el Gran Castellán de Amposta Vicente de Oña. Tras varios contratiempos, Francisco Gaspar Lafriguera culminó las obras hechas sobre el solar románico y la iglesia se consagró en 1725.[cita requerida]
En 1933 la iglesia fue declarada Monumento Histórico-Artístico de interés nacional.[cita requerida] Poco después. la segunda semana de diciembre de 1935 la iglesia fue quemada por anarquistas en el curso del gran levantamiento proclamado por los anarquistas contra la República, y que tuvo especial incidencia en Zaragoza. Los bomberos fueron tiroteados cuando acudieron a sofocar las llamas.[cita requerida] Desapareció entonces, otra vez, casi todo su patrimonio, excepto un venerado Cristo crucificado que fue sacado de allí por un grupo de jóvenes católicos  A partir de 1960, el Estado comenzó planes para remozar San Juan de los Panetes, especialmente devolver las paredes a su color y textura natural. Entre otras cosas, se han limpiado las pilastras y adornos de estuco.

## Descripción
San Juan de los Panetes tiene una torre octogonal hecha con ladrillo, con una ligera inclinación hacia la Plaza del Pilar. La torre fue edificada en el siglo XVI, siendo uno de los primeros elementos en construirse. Su influencia es principalmente mudéjar aragonés con un toque renacentista. Está rematada por un chapitel bulboso.
Tiene una portada barroca de dos cuerpos. En el primero se encuentra una hornacina con la imagen del santo patrón de la iglesia, Juan Bautista, de talla barroca. El segundo cuerpo del frontispicio consta de un sencillo arco de medio punto, pilastras a los lados. Finalmente es rematada por un frontón recto con óculo.
En el interior el templo se articula en tres naves de igual tamaño y altura, sin rastro alguno de románico. Sus bóvedas están decoradas a la manera barroca del siglo XVII, con forma de lunetos. La cúpula se encuentra sobre el crucero y sobre el suelo se hallan dispersas varias cruces de Malta, en clara alusión al origen maltesco de esta iglesia por haber sido la Orden de San Juan de Jerusalén —filial de la de Malta— mecenas de su primitiva construcción.

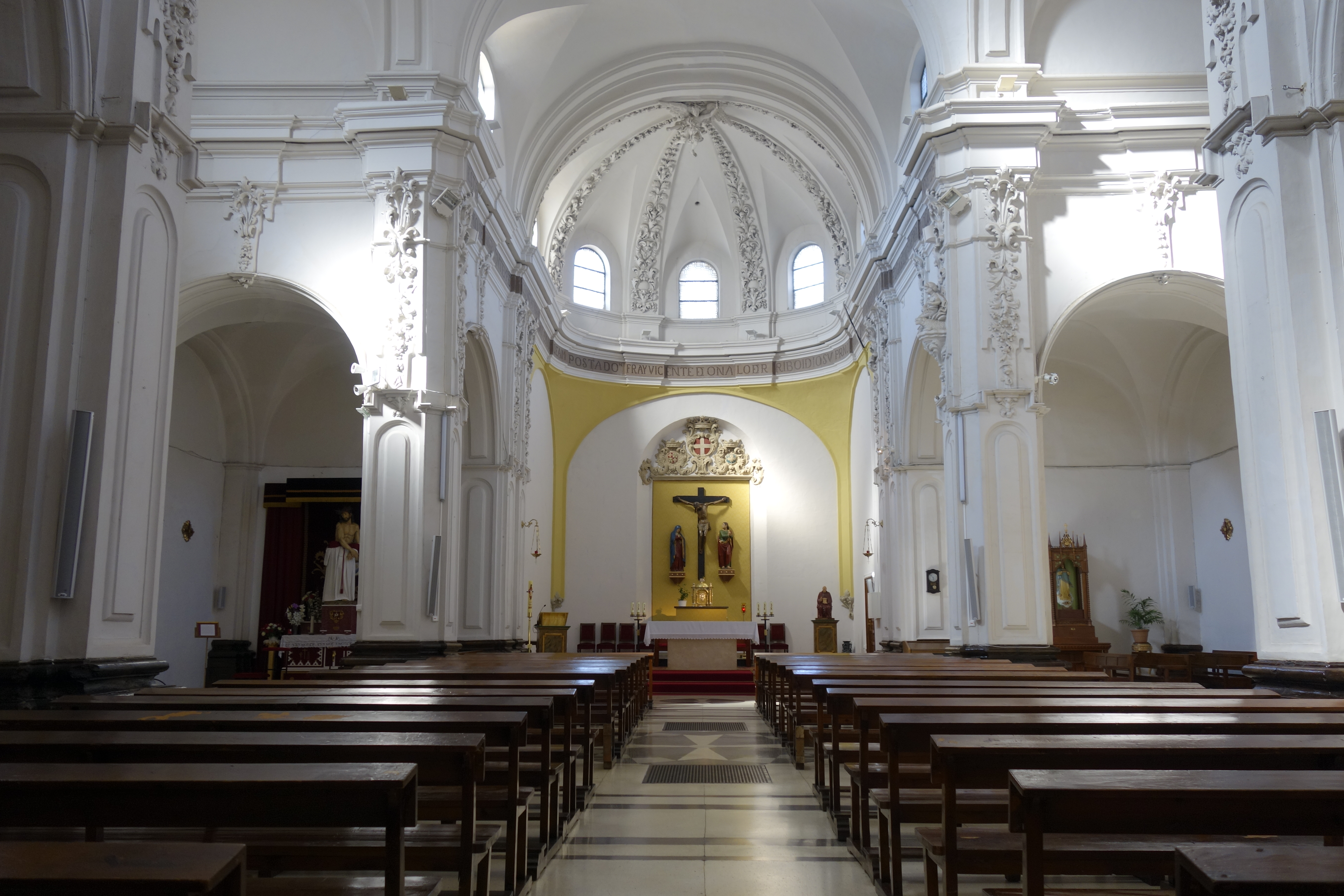
Interior de la iglesia.

La verticalidad implícita de San Juan de los Panetes está demostrada en las grandes pilastras de ladrillo caravista sitas en la fachada. De arquitectura clásica, constituyen una muestra exquisita del arte clásico en Aragón.

## El crismón de la iglesia
Es el único reducto de la antigua iglesia románica. De acuerdo a Matarredona-Olañeta, es de estilo navarro y fue hecho entre los siglos XII y XIII. Se halla sobre la clave de medio punto de la portada sur del templo, específicamente en una dovela. Un aro dorado circunscribe el finamente decorado crismón y un lazo entreteje sus brazos. Las letras alfa y omega están talladas en posición ortodoxa mientras que la grafía «P» lleva inscrita una tilde. La «S» está rodeada de flores de lis que se prolongan en sus extremos.

## Galería de imágenes

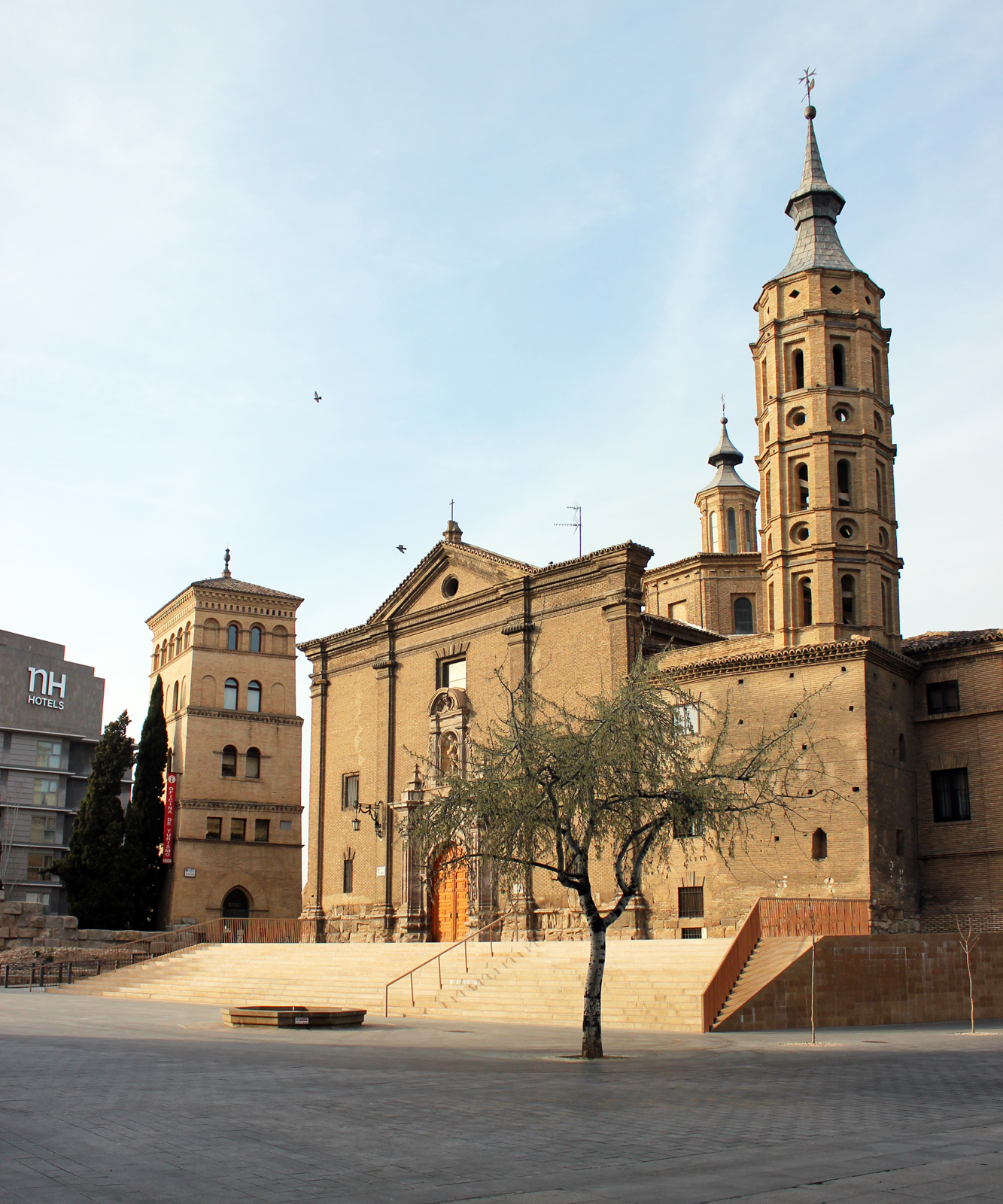
Iglesia de San Juan de los Panetes, tras la reforma del entorno impulsada por el Tranvía de Zaragoza
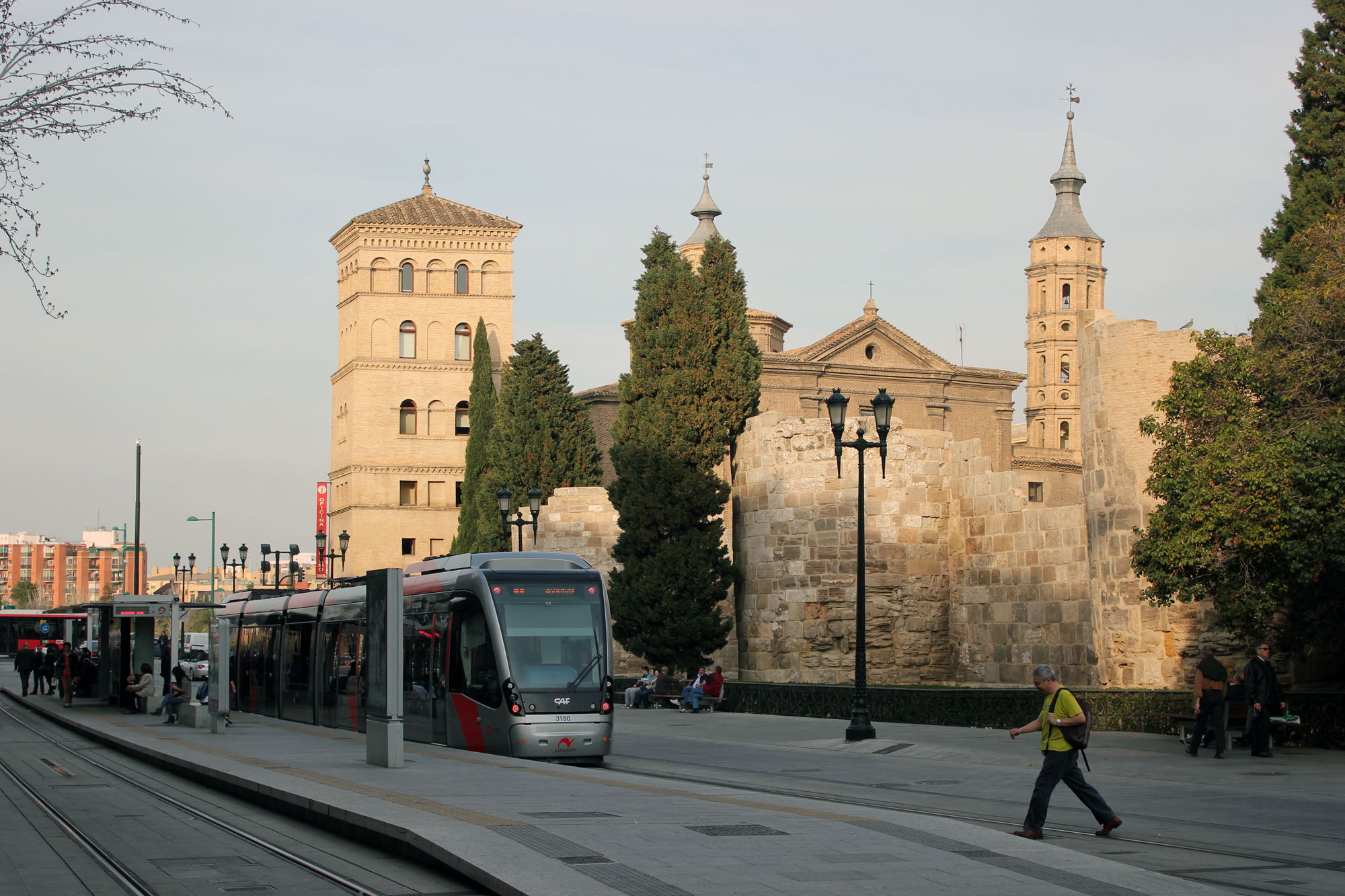
Reforma del entorno impulsada por el Tranvía de Zaragoza
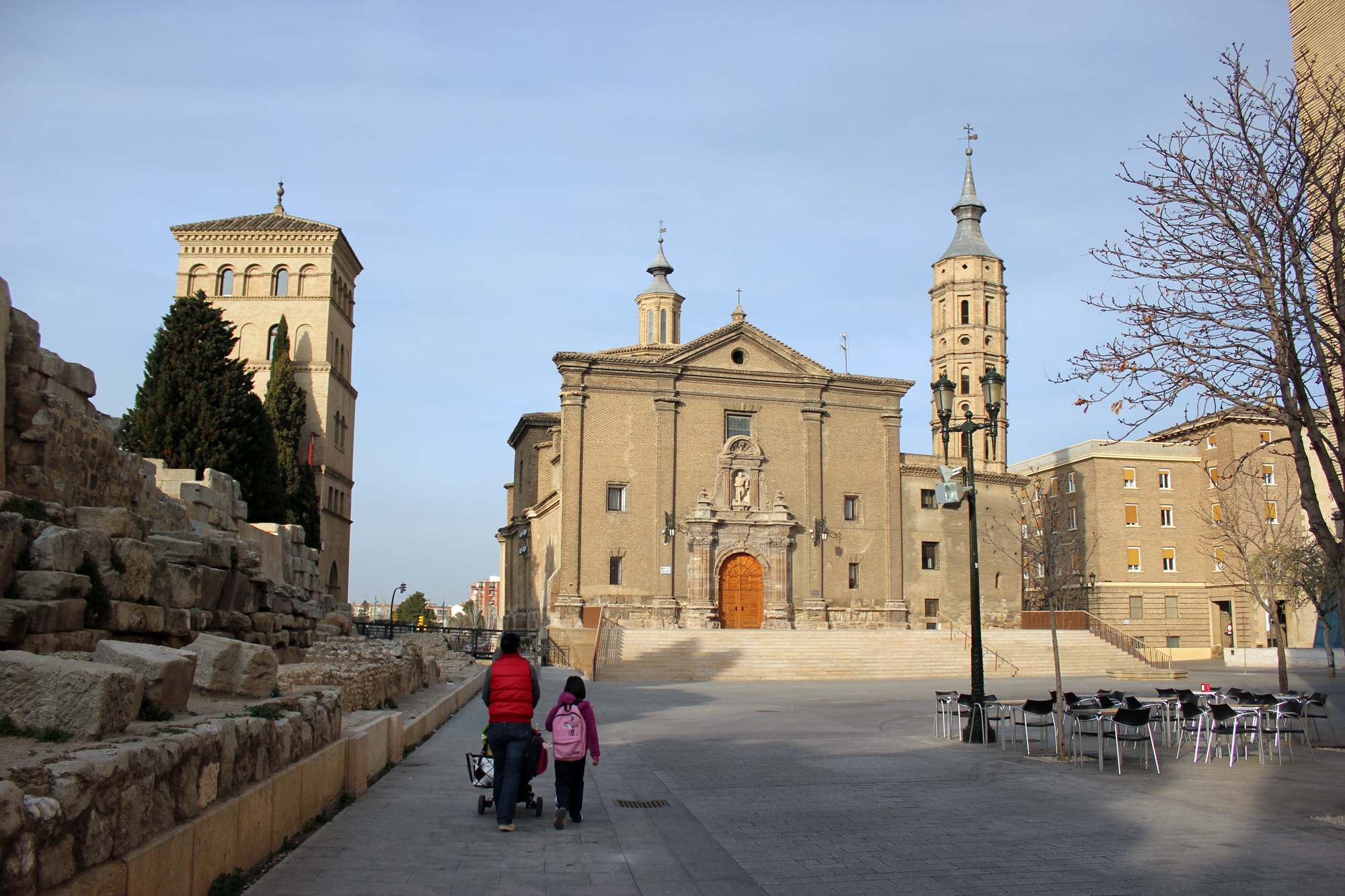
San Juan de los Panetes, Murallas y Torreón de la Zuda
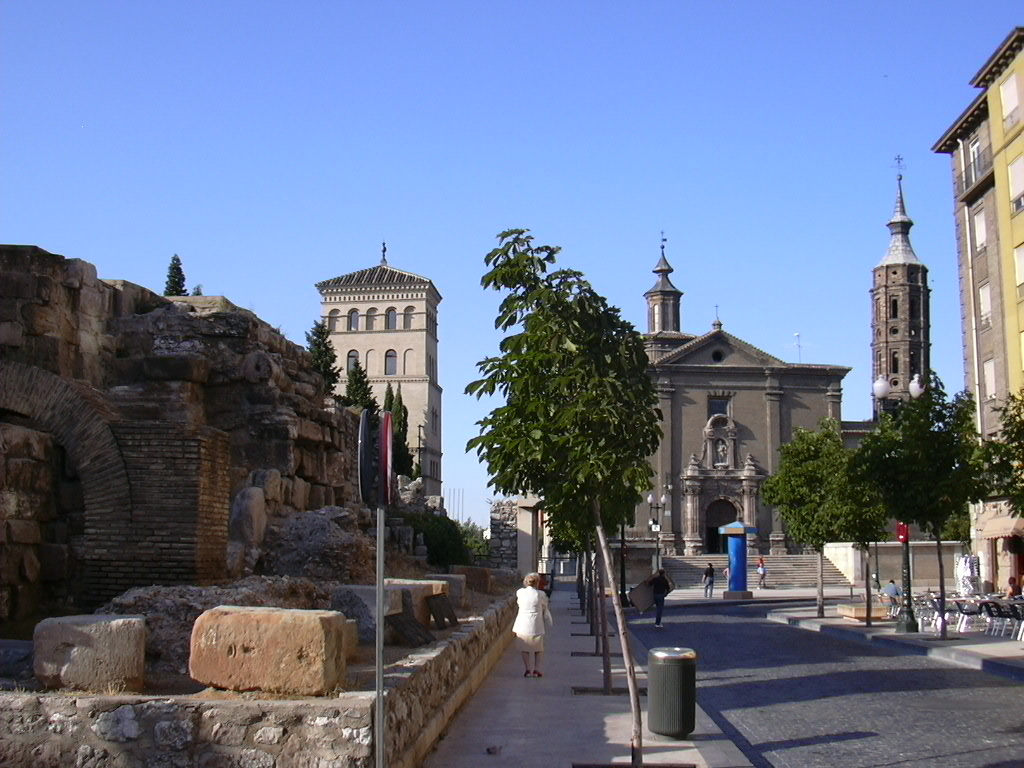
En primer plano, las murallas romanas de Zaragoza, el torreón de la Zuda y San Juan de los Panetes
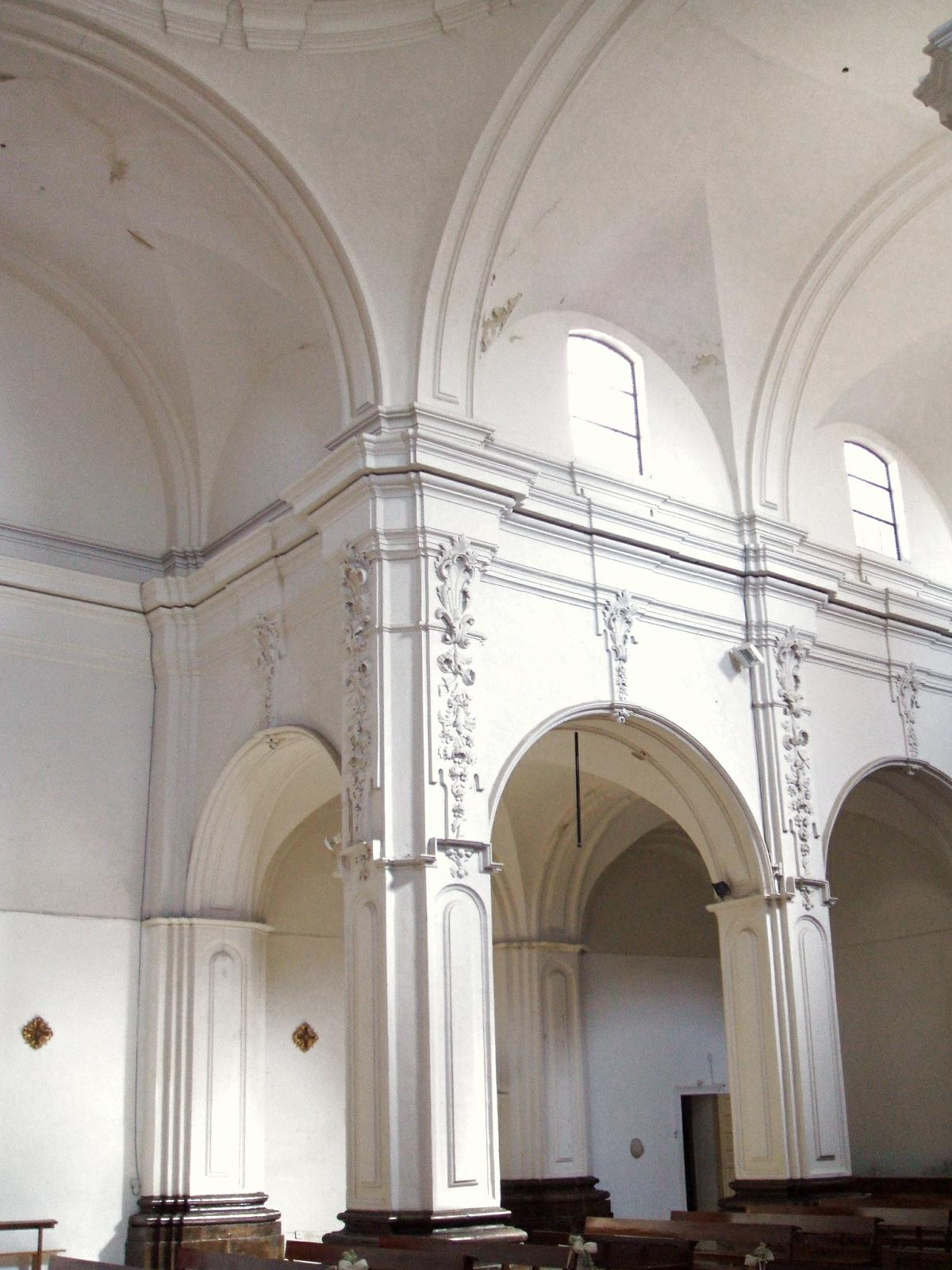
Aspecto del interior
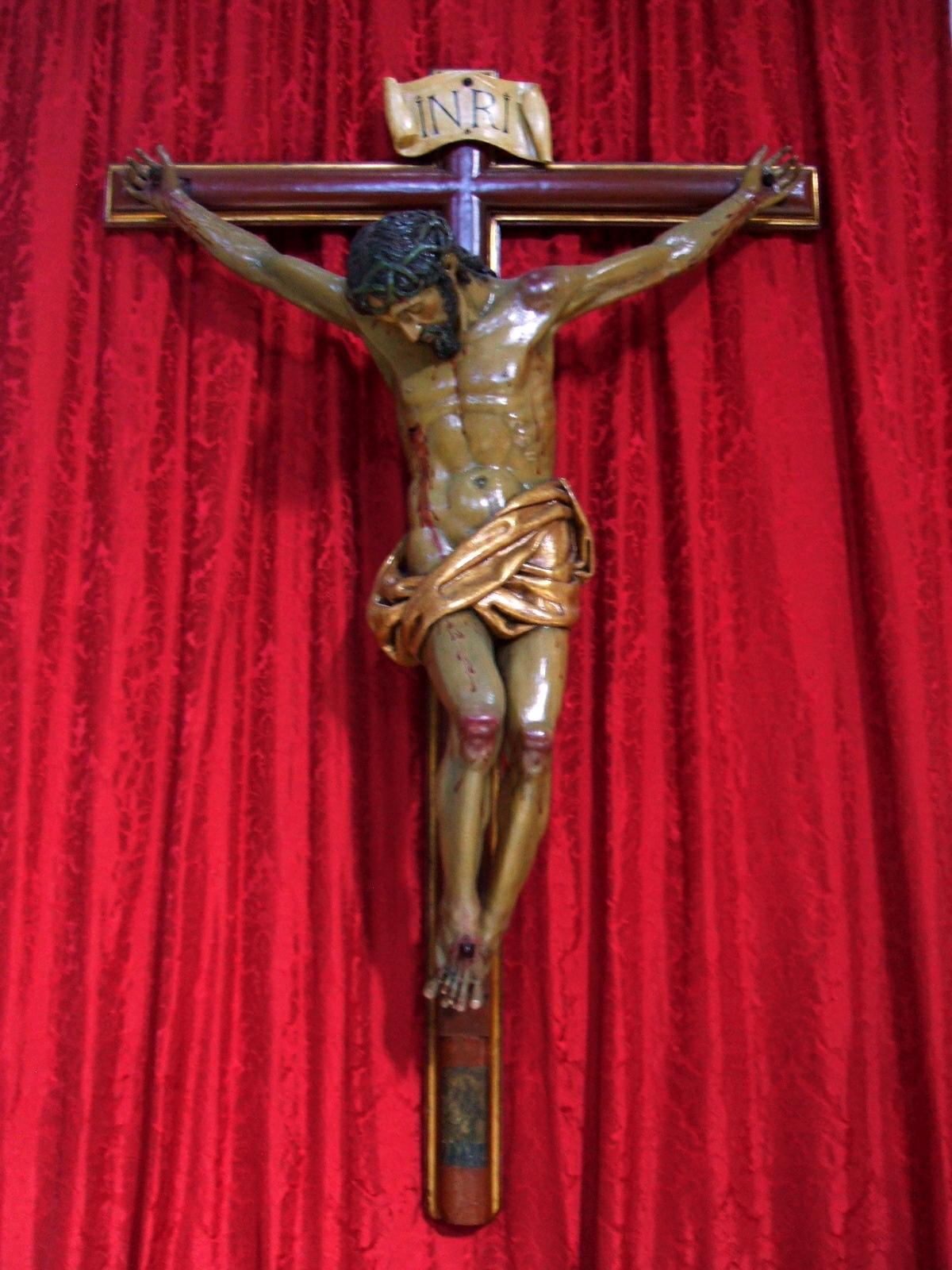
Crucificado
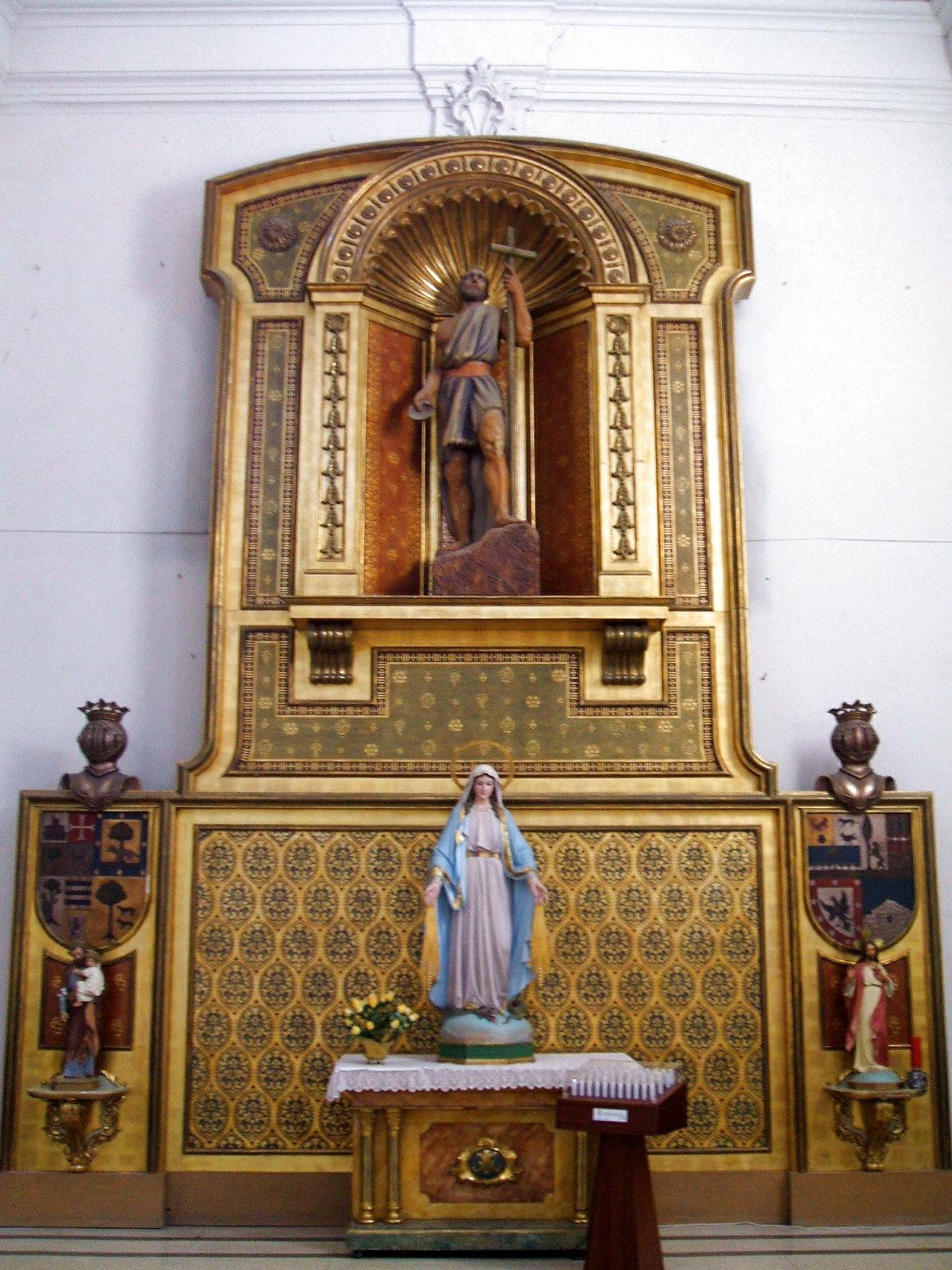
Retablo
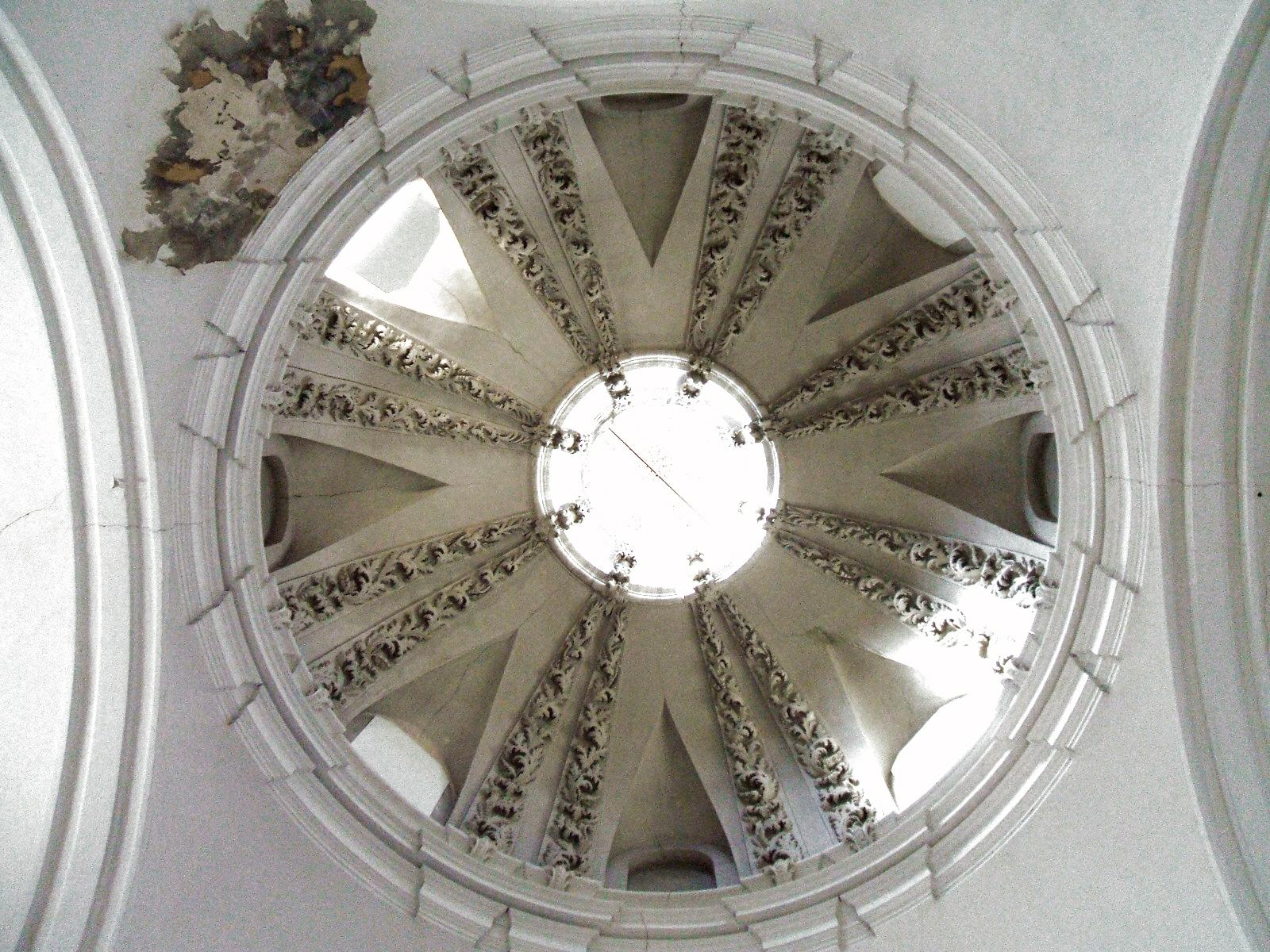
Cúpula del crucero